# Dzwonnica w Clondalkin
Dzwonnica w Clondalkin – dzwonnica znajdująca się w miejscowości Clondalkin, w hrabstwie Dublin, w Irlandii. Jest jedną z czterech dzwonnic położonych w hrabstwie Dublin.

## Historia
Dzwonnica została wybudowana w VII wieku. Wieża jest w nienaruszonym stanie.

## Architektura
Dzwonnica ma 27,5 metra wysokości, 4,04 metra średnicy oraz 12,7 metra obwodu. Drzwi do niej znajdują się na wysokości 3,9 metra i są skierowane w kierunku wschodnim. Wieża jest wyposażona w 6 kwadratowych okien.

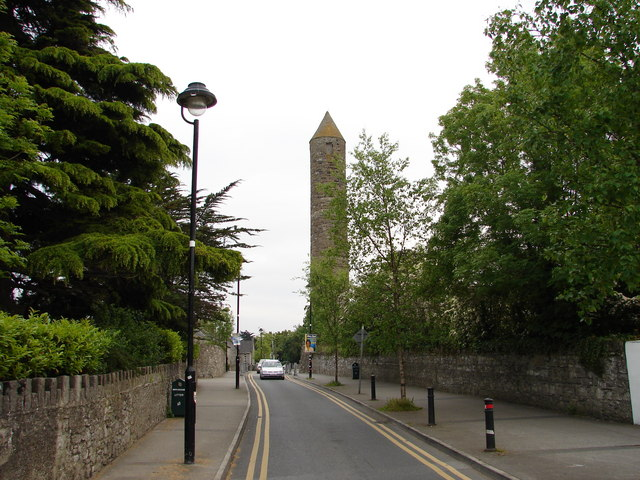
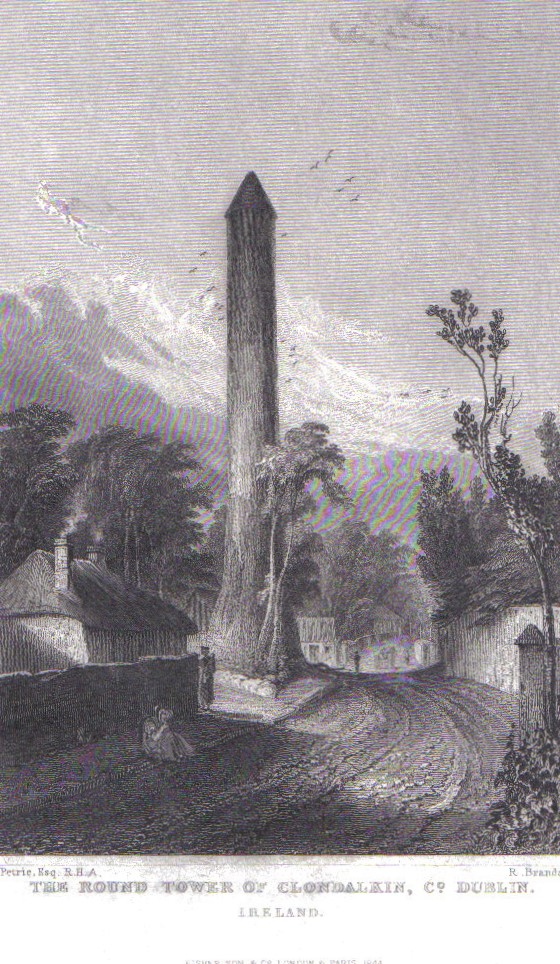
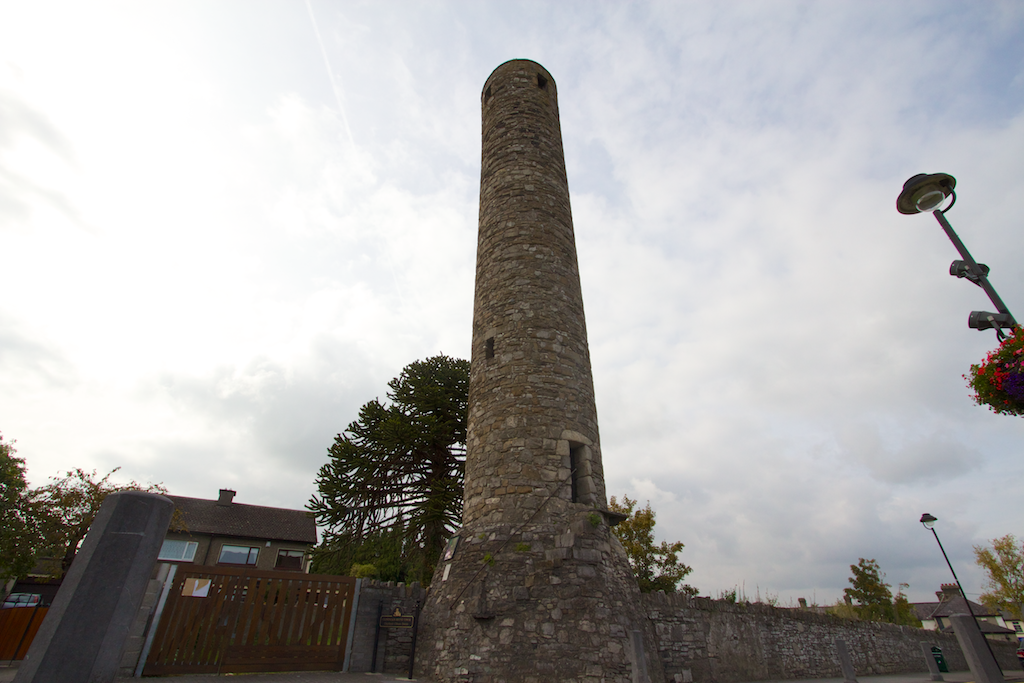
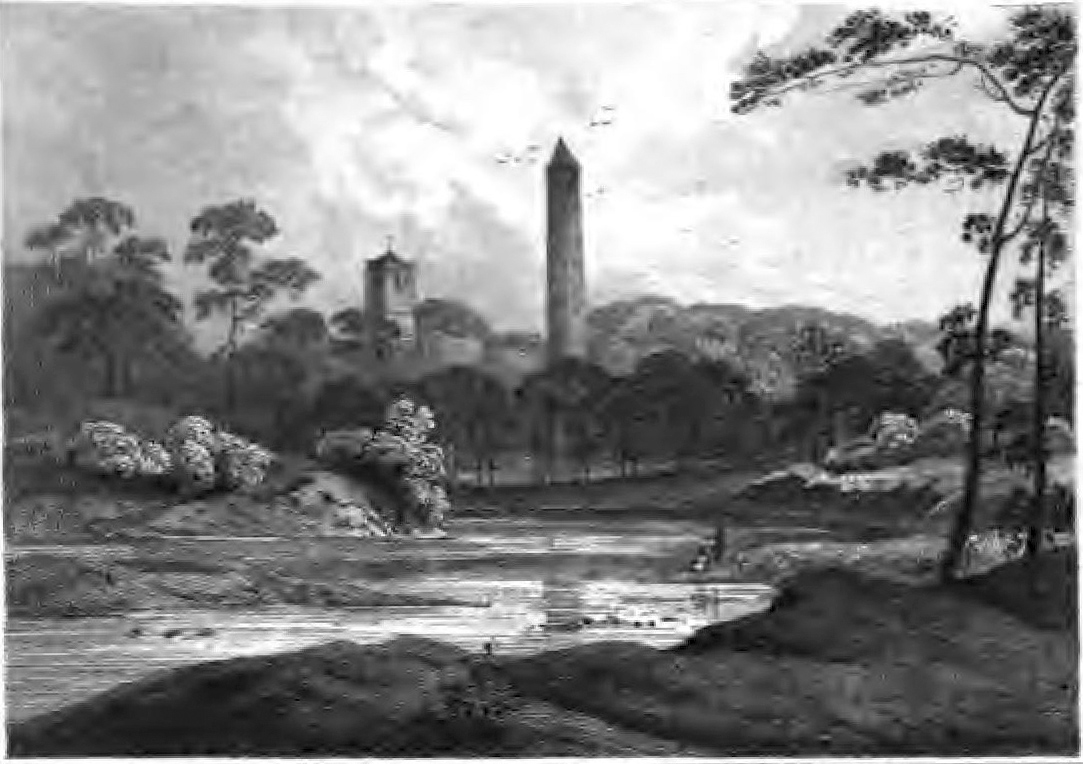